# Sebastian Rathjen
Sebastian Rathjen (* 23. April 1982 in Neumünster) ist ein ehemaliger deutscher Basketballspieler. Der 1,94 Meter große Flügelspieler bestritt Bundesliga-Spiele für Leverkusen und Schwelm.

## Laufbahn
Rathjen spielte für die TSG Bergedorf in der Regionalliga und in der Saison 2000/01 dank einer „Doppellizenz“ auch für den SC Rist Wedel in der 2. Basketball-Bundesliga. Im Spieljahr 2001/02 wurde er mit BCJ Hamburg Meister der 2. Bundesliga Nord und wechselte zur Saison 2002/03 zu Bayer Leverkusen in die Basketball-Bundesliga. Für die Rheinländer bestritt er sieben Partien in der höchsten deutschen Liga.
2003 ging Rathjen von Leverkusen zu den Schwelmer Baskets, mit denen er im Frühjahr 2004 zum zweiten Mal in seiner Karriere den Meistertitel in der 2. Bundesliga Nord gewann. Nach dem Aufstieg lief er für Schwelm zunächst auch in der ersten Liga auf, wechselte aber während der Saison 2004/05 zum Zweitligisten ETB Essen. Dort stand er bis 2006 unter Vertrag.
In der ersten Hälfte des Spieljahres 2006/07 verstärkte Rathjen Union Shops Rastatt (2. Bundesliga Süd), ehe er im Dezember 2006 in die Nordstaffel der zweiten Liga zurückging und dort bis Saisonende in Diensten von Phoenix Hagen stand. Nach einer einjährigen Rückkehr nach Essen zog sich Rathjen 2008 in die Regionalliga zurück. Bis 2011 trug er das Hemd der BG Dorsten. In der Saison 2010/11 führte er die BG als Mannschaftskapitän auf den zweiten Rang, was den Aufstieg in die 2. Bundesliga ProB bedeutete. Im Vorfeld des Spieljahres 2011/12 wechselte er in die Regionalliga zurück und unterschrieb in Bochum. Mit der Mannschaft schaffte Rathjen 2013 den Aufstieg in die 2. Bundesliga ProB. Im Januar 2014 verließ er Bochum und schloss sich dem Regionalliga-Verein Giants Düsseldorf an.
2015 zog es ihn von Düsseldorf zu DJK Adler Frintrop. Mit dem Essener Verein stieg er von der 2. in die 1. Regionalliga auf, wobei Rathjen als Spielertrainer zu diesem Erfolg beitrug. Dieses Doppelamt übte er auch während der Saison 2016/17 aus. Zur Saison 2017/18 kehrte er (als Spieler) nach Düsseldorf zurück. Er spielte bis 2018 für die Düsseldorfer.
Rathjen studierte an der Universität Duisburg-Essen Englisch und Sport für das Lehramt und wurde als Lehrer an der Gustav-Heinemann-Schule in Mülheim an der Ruhr tätig.